# فلفل فرنگی
فلفل فرنگی (نام علمی: Pimenta dioica) یا (به انگلیسی: Allspice)، که با نام‌های فلفل جامائیکا، «فلفل مرتل»، «پیمنتا» یا «پیمنتو» نیز شناخته می‌شود، نام یک گونه از تیره مورت است. معمولاً به فلفل فرنگی قرمز و قلبی شکل اشاره دارد. یک درخت بومی آنتیل بزرگ، جنوب مکزیک و آمریکای مرکزی است، که اکنون در بسیاری بخش‌هایی از جهان در مناطق گرم کشت می‌شود. نام آل اسپایس در اوایل سال ۱۶۲۱ توسط انگلیسی‌ها ابداع شد، که آن را به عنوان یک ادویه‌ای که ترکیبی از طعم‌های دارچین، جوز هندی و میخک است، می‌شناسند.

## ادویه آل اسپایس
آل اسپایس یک ادویه منفرد است که از میوه نارس درختان همیشه سبز بومی جنگل‌های بارانی سرسبز آمریکای مرکزی و جنوبی تولید شده‌است.
این ادویه نام خود را در دهه ۱۶۲۱ از زبان انگلیسی گرفته‌است، زیرا آنها دریافتند که عطر و طعم آل اسپایس ترکیبی از طعم دارچین، زنجبیل، جوز هندی و میخک است و به همین علت اسم آن را آل اسپایس گذاشتند. در زبان فارسی به فلفل بهار معروف است.